# يان شارب
يان شارب (بالإنجليزية: Ian Sharp)‏ هو موظف مدني أسترالي، ولد في 23 أبريل 1913، وتوفي في 26 يوليو 1996.